# دهستان رودبار (سیروان)
دهستان رودبار، یکی از دهستان‌های بخش مرکزی شهرستان سیروان در استان ایلام ایران است. مرکز این دهستان، روستای ظهیری علیا است.

## جمعیت
بر پایه سرشماری عمومی نفوس و مسکن در سال ۱۳۹۵، جمعیت دهستان رودبار برابر با ۲٬۸۷۲ نفر بوده است.